# Список грибов, занесённых в Красную книгу Томской области
В данном списке указаны все грибы, включённые в состав Красной книги Томской области издания 2013 года. Колонки КА и КР указывают статус вида в Красной книги Томской области и Красной книге России соответственно. Все виды в Красной книге Томской области, так же как и в Красной книге России, поделены на 6 категорий.
Согласно постановлению Администрации области от 9 июня 2008 года, издание Красной книги Томской области осуществляется один раз в 10 лет.

## Список таксонов
Все виды в Красной книге поделены на следующие категории:
| Красная книга Томской области: 0 — виды, вероятно исчезнувшие с территории Томской области. 1 — виды (подвиды), находящиеся под угрозой исчезновения, спасение которых невозможно без осуществления специальных мер. 2 — виды (подвиды), численность которых ещё относительно высока, но сокращается катастрофически быстро, что в недалеком будущем может поставить их под угрозу исчезновения. 3 — редкие виды (подвиды), которым в настоящее время ещё не грозит исчезновение, но встречаются они в таком небольшом количестве или на таких ограниченных территориях, что могут исчезнуть при неблагоприятном изменении среды обитания под воздействием природных или антропогенных факторов. 4 — виды (подвиды), биология которых изучена недостаточно, численность и состояние их вызывает тревогу, однако недостаток сведений не позволяет отнести их ни к одной из первых категорий. 5 — восстановленные виды (подвиды), состояние которых благодаря принятым мерам охраны не вызывает более опасений, но они не подлежат ещё промысловому использованию и за их популяциями необходим постоянный контроль. Для редких и исчезающих видов животных Томской области по инициативе заведующего зоологическим музеем ТГУ С. С. Москвитина принята дополнительная категория: 6 — виды — «памятники природы». | Красная книга России: 0 — вероятно исчезнувшие 1 — находящиеся под угрозой исчезновения 2 — сокращающиеся в численности 3 — редкие 4 — неопределённые по статусу 5 — восстанавливаемые и восстанавливающиеся |

Всего в данный список включено 8 видов грибов.
В нижеприведённом списке порядок расположения таксонов соответствует таковому в Красной книге Томской области.
| Иллюстрация | Русское название     | Латинское название                            | Краткое описание и ареал | КА | КР | Источники |
| ----------- | -------------------- | --------------------------------------------- | --- | -- | -- | --------- |
|             | Подосиновик белый    | Leccinum percandidum (Vassilk.) Watling, 1958 | Довольно крупный гриб с полушаровидной, затем плоско-выпуклой, мелковойлочной шляпкой диаметром до 8—12 (20) см. Цвет беловатый, беловато-телесный, бледно-бежево-охристый, коричневато-желтоватый. Мякоть мясистая, беловатая, на разрезе быстро становится розовато-лиловой, особенно в месте перехода мякоти из шляпки в ножку, затем срез приобретает серо-фиолетовый, черновато-фиолетово-коричневатый цвет. В Томской области встречается в Шегарском, Томском и Колпашевском районах.                                                                                         | 3  |    | [ 4 ]     |
|             | Ежовик коралловидный | Hericium coralloides (Scop.) Pers., 1794      | Плодовое тело крупное, может достигать размером 30—40 см, древовидно- или коралловидно-разветвленное, иногда у основания желвако-образное, мясистой консистенции, с возрастом твердеющее. При высушивании желтеет. В Томской области встречается в Бакчарском районе, Томском районе и г. Томске | 6  | 3  | [ 6 ]     |
|             | Рогатик пестиковый   | Clavariadelphus pistillaris (L.) Donk, 1933   | Плодовые тела простые, однолетние, широкобулавовидные, иногда с усеченной вершиной, постепенно суживающиеся к основанию, высотой 7—15 см, диаметром 2—6 см, гладкие или продольно-морщинистые, светло-желтые, с возрастом охряно-желтые, рыжеватые или кожано-бурые. Вид найден при проведении полевых работ в 2004—2005 гг. в Парабельском, Чаинском, Молчановском районах | 3  | 3  | [ 8 ]     |
|             | Паутинник фиолетовый | Cortinarius violaceus (L.) Gray, 1821         | Шляпка 5—15 см диаметром, вначале полушаровидная, затем выпуклая и плоско-выпуклая, поверхность сухая, войлочная, мелкочешуйчатая, темно-фиолетовая. Мякоть фиолетовая или серовато-фиолетовая со слабым запахом кедровой древесины или кожи. Вид найден в Бакчарском и Томском районах. | 3  | 3  | [ 10 ]    |
|             | Трутовик зонтичный   | Polyporus umbellatus (Pers.) Fr., 1821        | Плодовое тело крупное, до 50 см диаметром, состоящее из многочисленных ветвящихся беловатых ножек, сверху заканчивающихся шляпками и соединенных в основании в короткую клубневидную ножку. Шляпки многочисленные (до 200 и более), 1,5—4 см диаметром, округлые, цельнокрайные, иногда волнистые, почти лопастные, с небольшим углублением в центре, буроватого или серо-коричневого цвета. Известна единичная находка в Томском районе (ООПТ «Береговой склон р. Томи между пос. Аникино, с. Синий Утес и автодорогой Томск — Коларово») в спелом разнотравном осиннике, на почве. | 2  |    | [ 11 ]    |
|             | Спарассис курчавый   | Sparassis crispa (Wulfen) Fr., 1821           | Плодовое тело округлое, однолетнее, диаметр 10—35 см, состоит из сильно разветвленных курчавых плоских ветвей с зубчатым краем. Цвет кремовый, от охристо-желтоватого до желто-коричневого. Гименофор гладкий. Ножка мясистая, малозаметная, укореняющаяся, темная. Мякоть белая, волокнисто-восковидная, со специфическим приятным запахом и ореховым вкусом. В Томской области был найден в окрестностях г. Томска, встречался в Тимирязевском лесничестве. | 3  | 3  | [ 13 ]    |
|             | Сетконоска сдвоенная | Phallus duplicatus Bosc, 1811                 | Плодовое тело плотное, шаровидной формы, 4—5 см в диаметре. Цвет гриба меняется со временем от белого до светло-коричневого. После созревания плодовое тело имеет форму шляпочного гриба. Длина ножки 15—20 см, диаметр 4—5 см. Ножка губчатая, цилиндрической формы, сужающиеся к основанию, имеет вольву у основания. Споры эллипсоидные, гладкие. Сапротроф, произрастает на гнилой древесине. В Томской области вид встречается в окрестностях Томска. | 3  | 3  | [ 15 ]    |
|             | Мутинус собачий      | Mutinus caninus (Huds.) Fr., 1849             | Нераскрытые плодовые тела округлые, иногда яйцевидные, редко удлиненные, 2—3 см диаметром, белые, с крупными мицелиальными тяжами. С ростом гриба под давлением рецептакула перидий разрывается на вершине на две-три лопасти, которые сохраняются у основания плодового тела. Впервые обнаружен в 1980 г. южнее Томска. | 3  | 3  | [ 17 ]    |